# Walhalla (Wettingen)
Die Walhalla ist eine kleine Höhle am Südhang der Lägern auf dem Gebiet der Gemeinde Wettingen im Kanton Aargau in der Schweiz. Sie liegt im unwegsamen Gelände unterhalb des Lägernsattels, der sich zwischen Wettingerhorn und Burghorn erstreckt.

## Lage

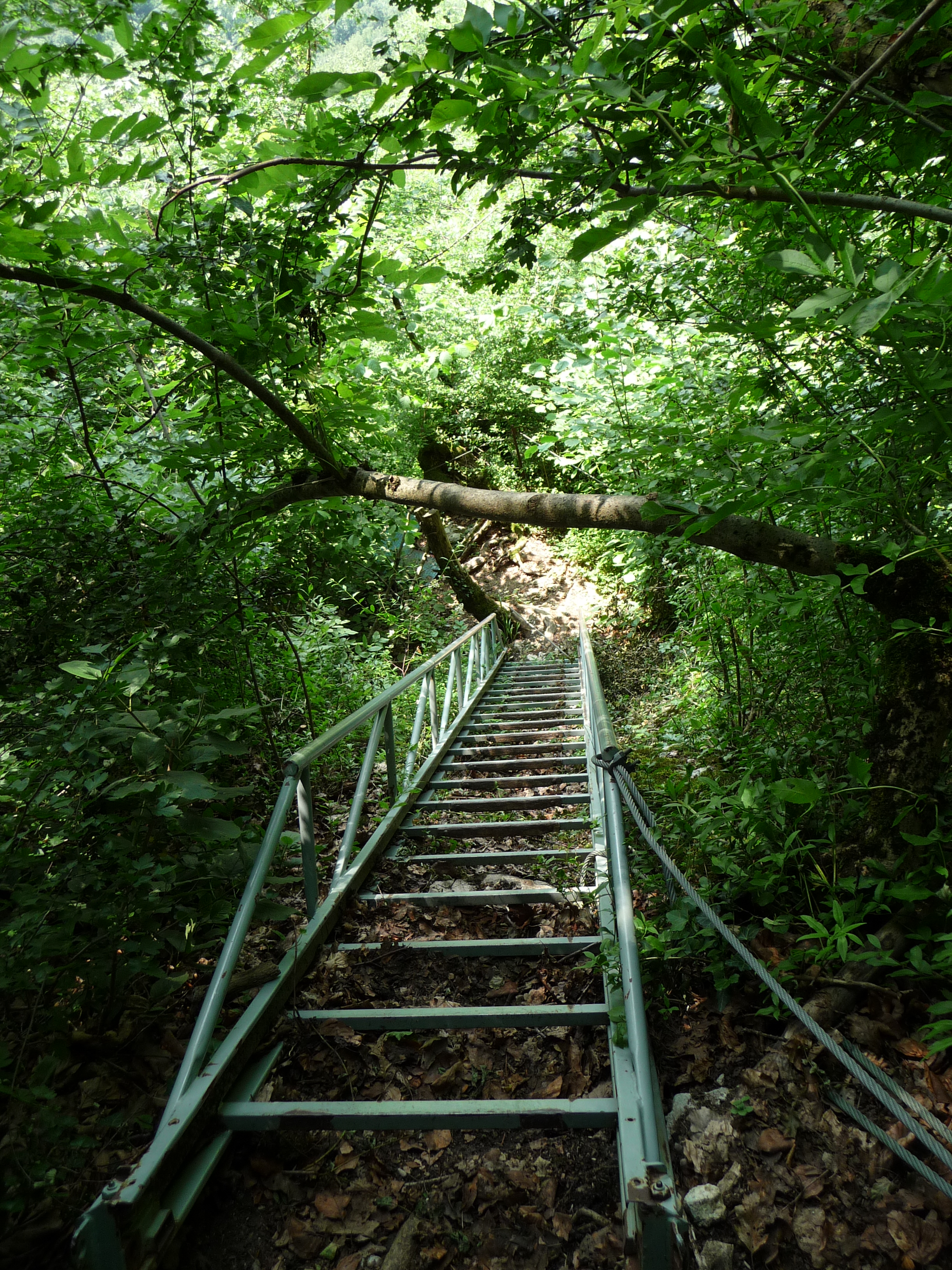
Abstieg zur Walhalla

Der Wanderführer der Gemeinde gibt keine Auskunft darüber, wie man zur Höhle gelangt. Offiziell wird dies mit der Sicherheit begründet, da der Zugang nicht ungefährlich ist. Abgesehen von einem alten Schild in der Nähe des Parkplatzes oberhalb der Mooshalde gibt es keinen Hinweis auf den Zugang.

## Geschichte
Ursprünglich befand sich im Hang nur eine Felsspalte, die Jägern und Waldarbeitern schon im 19. Jahrhundert bekannt war. Quellen lassen darauf schliessen, dass die Felsspalte schon vor 1919 erweitert wurde. In den Jahren nach 1919 wurde sie von vier jungen Männern weiter ausgebaut. Eine Inschrift zeugt bis heute davon: «ERBAUT 1920 MARS.MINERVA ACOLUS.VENUS 1931 COLUMBUS». Sie legten auch einen Vorplatz an und sicherten den Zustieg. Am 10. April 1921 gaben sie der Höhle den Namen Walhalla. Seit 2002 besteht von oben ein Zugang über eiserne Leitern, aber auch von unten her ist die Höhle zugänglich.

## Bilder

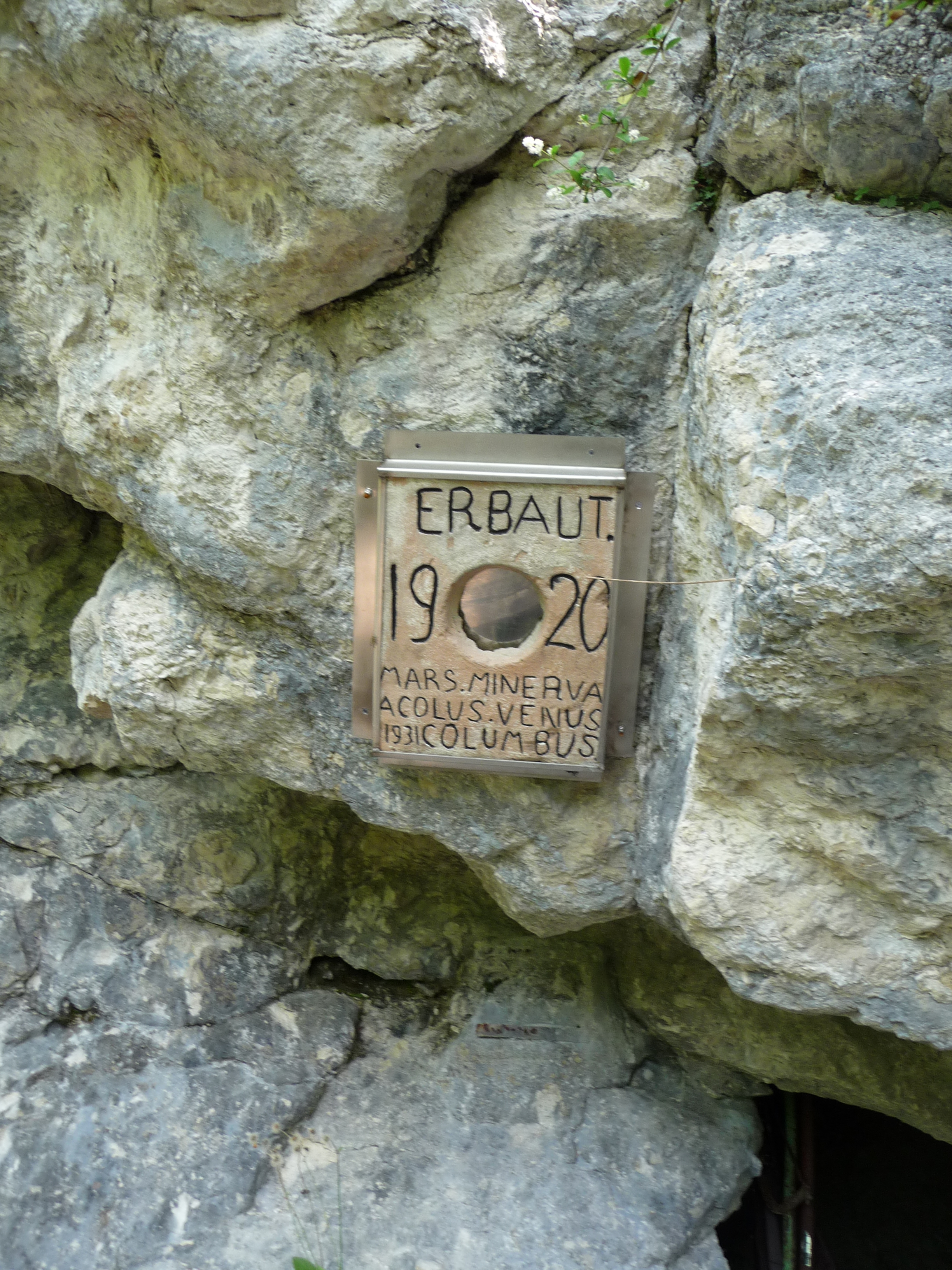
Hinweistafel an der Höhle mit Erbauungsjahr
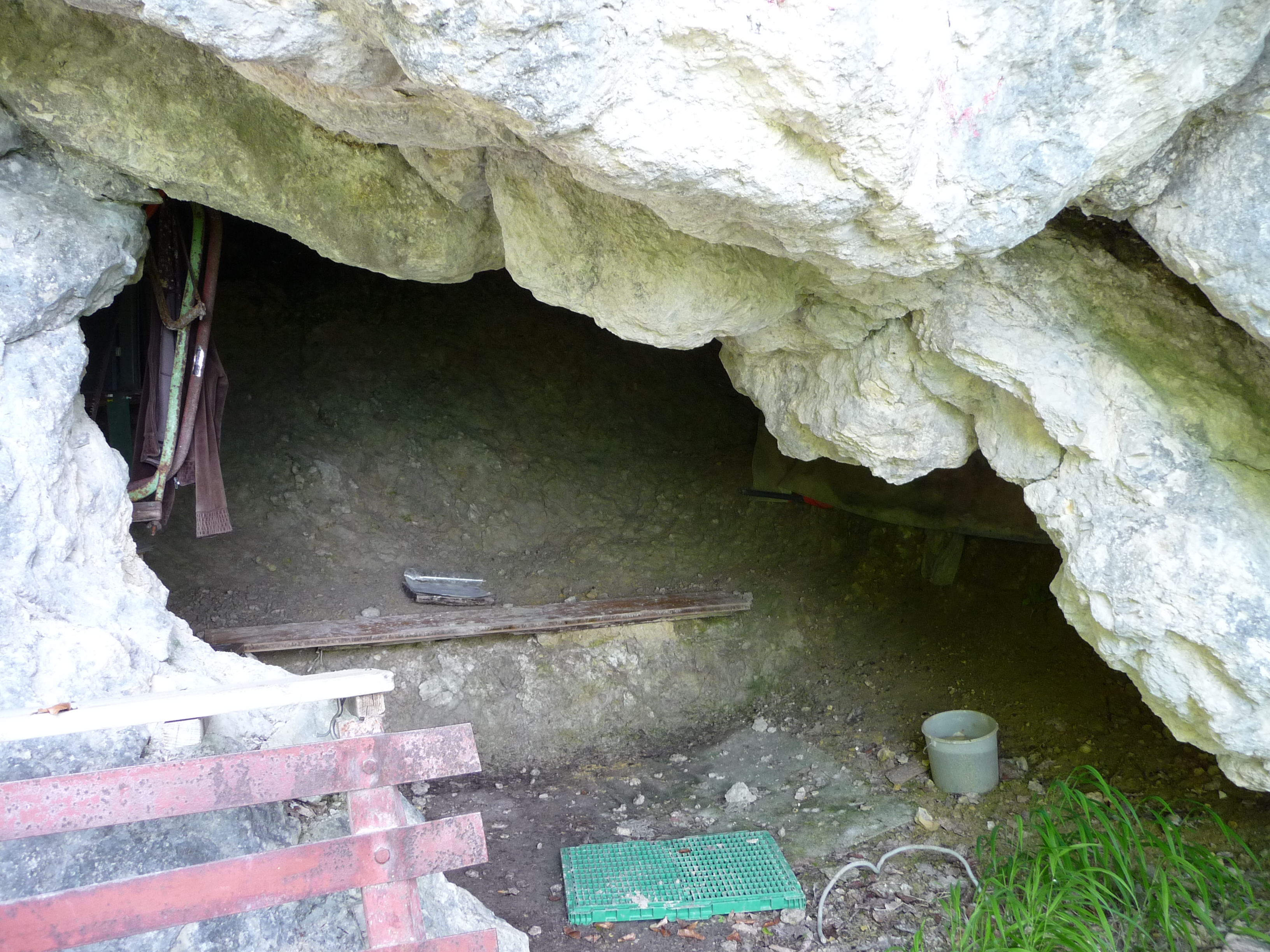
Blick in die Höhle